# An Innocent Man
An Innocent Man — девятый студийный альбом американского певца и автора песен Билли Джоэла, выпущенный 8 августа 1983 года. Этот концептуальный альбом — дань уважения американской популярной музыке конца 1950-х — начала 1960-х годов, которую Джоэл слушал в подростковом возрасте.
Обложка альбома была снята на крыльце дома № 142 по Мерсер-стрит, к северу от пересечения Мерсер и Принс-стрит в районе Сохо на Манхэттене, Нью-Йорк.

## Об альбоме
В интервью о создании альбома Джоэл рассказывал о том, что во время записи An Innocent Man он только что развёлся со своей первой женой Элизабет Вебер и впервые с тех пор, как стал рок-звездой, был одинок. У него была возможность встречаться с такими супермоделями, как Эль Макферсон и Кристи Бринкли, и из-за этого опыта он сказал: «Я как бы снова почувствовал себя подростком». Джоэл начал писать песни в тех стилях, что и поп-песни конца 1950-х и начала 1960-х, в том числе ранние R&B песни, Four Seasons, музыка Motown, которую он помнил с подростковых лет. Билли объяснял:
Когда ты пишешь песни для нового альбома, ты пишешь о том, что чувствуешь. И я не сопротивлялся. Материал рождался так легко и быстро, и мне было так весело это делать. Я как будто заново переживал свою молодость... Думаю, за 6 недель я написал большую часть материала для альбома.
Джоэл также заявил, что был приятно удивлён тем, что ретро-песня «The Longest Time» в стиле ду-воп стала хитом. Песня «Easy Money», созданная как дань уважения раннему R&B, изначально была написана для одноимённого фильма 1983 года с Родни Дэнджерфилдом в главной роли. По словам Джоэла, именно эта песня положила начало созданию An Innocent Man. Позже Родни сыграл эпизодическую роль в конце клипа на песню «Tell Her About It» в обмен на песню Джоэла в поддержку фильма Дэнджерфилда.

## Список композиций
Все песни написаны Билли Джоэлом, кроме припева к «This Night», который на обложке указан как «Джоэл и Людвиг ван Бетховен».
| №                   | Название | Длительность |
| ------------------- | --- | ------------ |
| 1.                  | «Easy Money» (посвящено Джеймсу Брауну и Уилсону Пикетту)                                                    | 4:04         |
| 2.                  | «An Innocent Man» (посвящено Бену Кингу и The Drifters)                                                      | 5:17         |
| 3.                  | «The Longest Time» (посвящено Фрэнки Лаймону и the Teenagers, также в частности «So Much In Love» The Tymes) | 3:42         |
| 4.                  | «This Night» (посвящено Little Anthony and the Imperials; мелодия хора — Патетическая соната Бетховена)      | 4:17         |
| 5.                  | «Tell Her About It» (посвящено группам Motown: The Supremes и The Temptations)                               | 3:52         |
| Общая длительность: | Общая длительность:                                                                                          | 21:12        |

| №                   | Название | Длительность |
| ------------------- | --- | ------------ |
| 6.                  | «Uptown Girl» (посвящено Фрэнки Валли и The Four Seasons)                                                                        | 3:17         |
| 7.                  | «Careless Talk» (посвящено Сэму Куку)                                                                                            | 3:48         |
| 8.                  | «Christie Lee» (посвящено Литлу Ричарду или Джерри Ли Льюису)                                                                    | 3:31         |
| 9.                  | «Leave a Tender Moment Alone» (посвящено Смоки Робинсону)                                                                        | 3:56         |
| 10.                 | «Keeping the Faith» (посвящено песне Бетти Райт «Clean Up Woman». Лирическая дань уважения рок-н-роллу до британского вторжения) | 4:41         |
| Общая длительность: | Общая длительность: | 19:13        |

## Участники записи
Музыканты
- Билли Джоэл — ведущий вокал, бэк-вокал, акустическое пианино Baldwin SF-10, электрическое пианино Fender Rhodes, орган Hammond B-3
- Либерти ДеВитто — барабаны
- Дуг Стегмайер — бас-гитара
- Дэвид Браун — электрогитара и акустическая гитара
- Рассел Джейворс — электрогитара и акустическая ритм-гитара
- Марк Ривера — бэк-вокал, саксофон-тенор, перкуссия; саксофон-альт в песнях «Keeping the Faith», «This Night» и «Christie Lee»
- Том Балер, Рори Додд, Фрэнк Флойд, Лани Гроувс, Уланда Маккалоу, Рон Тейлор, Терри Текстор, Эрик Тройер, Майк Александер — бэк-вокал
- Эрик Гейл — электрогитара в песне «Easy Money»
- Ричард Ти — акустическое фортепиано в песне «Tell Her About It»
- Леон Пендарвис — орган Hammond B-3 в песне «Easy Money»
- Ральф Макдональд — перкуссия в песнях «Оставь нежный момент в покое» и «Беспечные разговоры»
- Тутс Тилеманс — губная гармоника в песне «Оставь нежный момент в покое»
- «String Fever» — струнные
- Ронни Кьюбер — баритон-саксофон в песнях «Easy Money», «Careless Talk», «Tell Her About It» и «Keeping the Faith»
- Джон Фэддис — труба в песне «Easy Money»
- Дэвид Сэнборн — альт-саксофон в песне «Easy Money»
- Джо Шепли — труба в песнях «Easy Money», «Careless Talk», «Tell Her About It» и «Keeping the Faith»
- Майкл Брекер — тенор-саксофон в композициях «Careless Talk», «Tell Her About It» и «Keeping the Faith»
- Джон Гэтчелл — труба в композициях «Careless Talk», «Tell Her About It» и «Keeping the Faith»

Технический
- Фил Реймон — продюсер
- Джим Бойер, Брэдшоу Ли — инженеры
- Майк Аллер, Скотт Джеймс — помощники инженеров
- Лаура Лонкто — координатор производства
- Тед Дженсен — мастеринг-продюсер
- Дэвид Мэтьюз — аранжировка для духовых и струнных
- Том Балер — фоновая вокальная аранжировка
- Билли Зампино — музыкальный советник
- Жиль Ларрен — фотография
- Кристофер Остопчук, Марк Ларсон — дизайн обложки

## Награды и номинации

### Номинация «Грэмми»
| Год  | Номинируемая работа | Категория                                                  | Результат |
| ---- | ------------------- | ---------------------------------------------------------- | --------- |
| 1984 | An Innocent Man     | Премия «Грэмми» за лучший альбом года                      | Номинация |
| 1984 | «Uptown Girl»       | Премия «Грэмми» за лучшее мужское вокальное поп-исполнение | Номинация |

### Американская музыкальная премия
| Год  | Номинируемая работа       | Категория                            | Результат |
| ---- | ------------------------- | ------------------------------------ | --------- |
| 1983 | Билли Джоэл (исполнитель) | Лучший исполнитель поп- и рок-музыки | Номинация |
| 1983 | «Tell Her About It»       | Лучшее поп-/рок-видео                | Номинация |

## Позиции в чартах
| Чарт (1983–1984)                 | Позиция |
| -------------------------------- | ------- |
| Австралия (Kent Music Report)    | 3       |
| Канада (RPM Top Albums/CDs)      | 12      |
| Нидерланды (Album Top 100)       | 14      |
| Германия (Offizielle Top 100)    | 36      |
| Исландия (Tónlist)               | 3       |
| Япония (Oricon)                  | 3       |
| Новая Зеландия (RMNZ)            | 1       |
| Норвегия (VG-lista)              | 9       |
| Швеция (Sverigetopplistan)       | 39      |
| Великобритания (UK Albums Chart) | 2       |
| США (Billboard 200)              | 4       |

| Чарт (1983)                   | Позиция |
| ----------------------------- | ------- |
| Австралия (Kent Music Report) | 11      |
| Канада (RPM)                  | 42      |
| Нидерланды (Album Top 100)    | 74      |
| Япония (Oricon)               | 18      |
| Новая Зеландия (RMNZ)         | 29      |
| Великобритания (Gallup)       | 25      |

| Чарт (1984)                   | Позиция |
| ----------------------------- | ------- |
| Австралия (Kent Music Report) | 6       |
| Канада (RPM)                  | 31      |
| Япония (Oricon)               | 58      |
| Новая Зеландия (RMNZ)         | 1       |
| Великобритания (Gallup)       | 9       |
| США Billboard 200             | 4       |

| Чарт (1985)                   | Позиция |
| ----------------------------- | ------- |
| Австралия (Kent Music Report) | 62      |
| США Billboard 200             | 67      |

| Чарт (1980–1989)              | Позиция |
| ----------------------------- | ------- |
| Австралия (Kent Music Report) | 12      |

## Сертификация
| Регион | Сертификация  | Продажи   |
| --- | ------------- | --------- |
| Австралия (ARIA) | Золотой       | 20 000^   |
| Канада (Music Canada) | 3× Платиновый | 300 000^  |
| Гонконг (IFPI Hong Kong) | Золотой       | 10 000*   |
| Япония | —             | 510,000   |
| Новая Зеландия (RMNZ) | Платиновый    | 15 000^   |
| Великобритания (BPI) | 3× Платиновый | 900 000^  |
| США (RIAA) | 8× Платиновый | 8 000 000 |
| * Данные о продажах приведены только на основе сертификации. · ^ Данные о тиражах приведены только на основе сертификации. · Данные о продажах + прослушиваниях приведены только на основе сертификации. |               |           |